# Террі Голландс
Террі Голландс (англ. Terry Hollands, нар. 6 червня 1979, Дартфорд, Кент, Англія) — британський стронгмен, переможець змагань Найсильніша Людина Британії та Найсильніша Людина Англії. Окрім цього він брав участь у змаганнях за звання Найсильнішої Людини Світу та Найсильнішої Людини Європи.

## Життєпис
Террі Голландс народився 6 червня 1979 року в місті Дартфорд, графство Кент, Англія. При народженні його вага сягала 12 кілограм. Дуже швидко спорт став невід'ємною частиною його життя. Він серйозно займався дзюдо та реґбі. Як не дивно але вперше до тренажерного залу Террі завітав лише у 22-річному віці з ціллю поліпшити власні особисті данні для занять реґбі. Надавав перевагу вправам на витривалість.
У 2004 році він отримав травму ноги і повернувся до залу з конкретною ціллю — зайнятися силовими вправами. Він описував свій графік занять як «жорстоко-невблаганний». Не нехтував він і власною мотивацією на кшталт фраз «ти без цього не обійдешся».

## Стронґмен
Його кар'єра стронгмена почалася в 2005 році. Він посів друге місце за титул Найсильнішої Людини Англії та перше місце на Найсильнішій Людині Британії.
У 2007 посів почесне третє місце у змаганні Найсильніша Людина Світу. Станом на 2014 рік він — єдиний стронгмен, який кваліфікувався до фіналів Найсильнішої Людини Світу дев'ять разів поспіль.

## Особисті показники
- Мертве зведення (із затягачем) — 435 кг